# Methylenierung
Als Methylenierung wird in der organischen Chemie der Transfer einer Methylengruppe [=CH2] innerhalb einer chemischen Reaktion von einem Molekül auf ein anderes bezeichnet (Donator-Akzeptor-Prinzip). Die Methylenierung ist damit eine Alken-Synthese. 

Takai-Lombardo-Reaktion zur Methylenierung eines sterisch gehinderten Ketons.

Als Methylenierungsreagenzien für Ketone wird in der Takai-Lombardo-Reaktion zum Beispiel das Lombardo-Reagenz – in situ aus Titan(IV)-chlorid, elementarem Zink und Dibrommethan in THF hergestellt –  verwendet. Analog erlaubt die Wittig-Reaktion mit dem Wittig-Reagenz Ph3P=CH2 die Methylenierung von Aldehyden und Ketonen.